# Žёltyj karlik
Žёltyj karlik (Жёлтый карлик) è un film del 2001 diretto da Dmitrij Astrachan.

## Trama
Il film racconta la relazione tra un famoso scrittore e una normale commessa, che non si addice alla madre del protagonista.